# Бенсдорф
Бенсдорф (нем. Bensdorf) — община в Германии, в земле Бранденбург.
Входит в состав района Потсдам-Миттельмарк. Подчиняется управлению Вустервиц.  Население составляет 1240 человек (на 31 декабря 2010 года). Занимает площадь 34,13 км².
Коммуна подразделяется на 5 сельских округов.
| Год  | Население |
| ---- | --------- |
| 2005 | 1367      |
| 2010 | 1273      |